# Complesso monumentale di Sant'Agnese fuori le mura

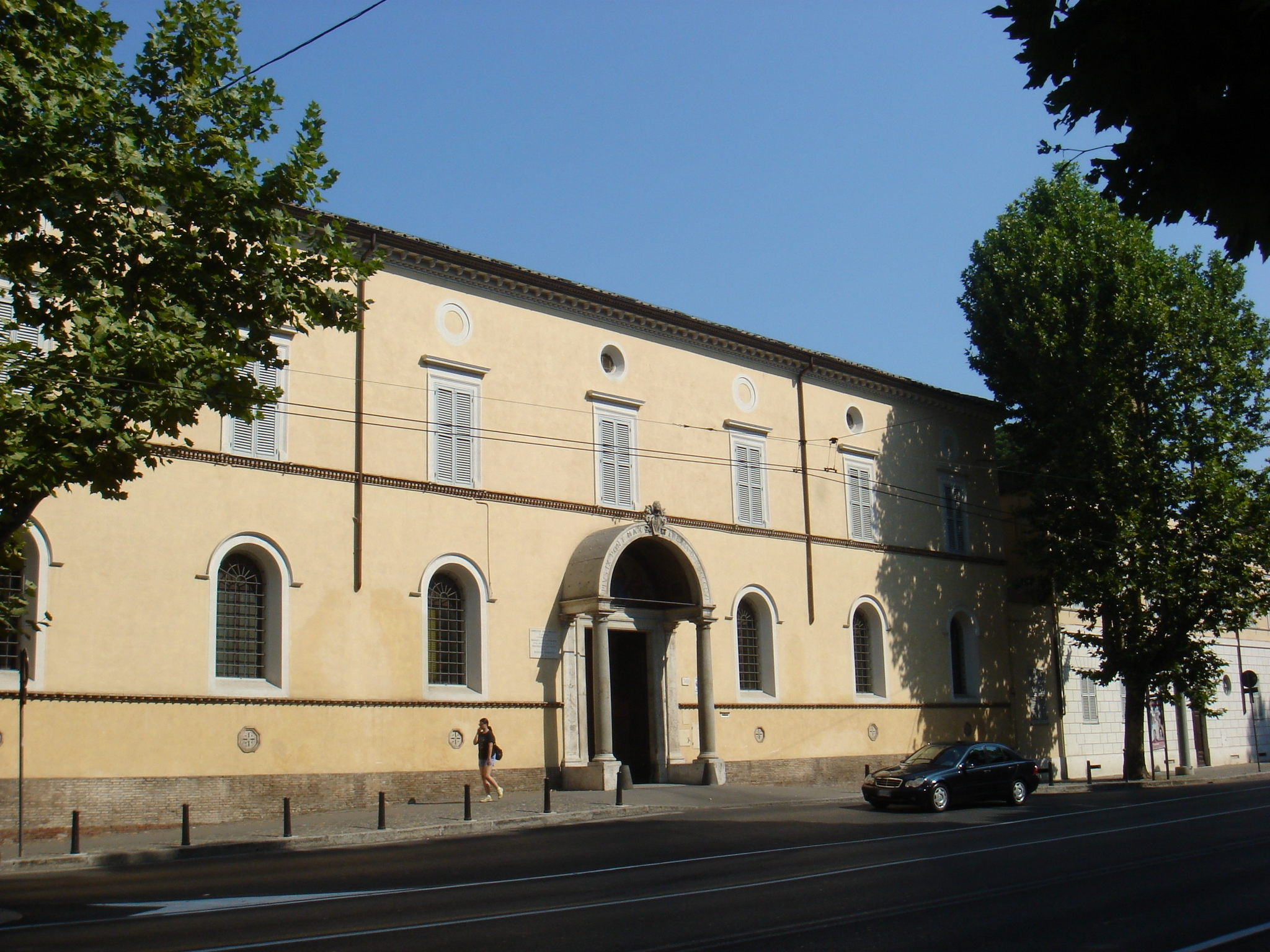
Ingresso del convento su via Nomentana.

Il complesso di Sant'Agnese fuori le mura sorge a Roma, al II miglio della via Nomentana.
Si parla di "complesso" in quanto il sito riunisce un articolato ed ampio insieme di edifici cristiani di origine assai antica, ma costruiti e rimaneggiati in tempi diversi:
1. la catacomba di Sant'Agnese;
2. la basilica costantiniana (IV secolo), di cui oggi restano i ruderi con possenti mura;
3. il mausoleo di Santa Costanza
4. la basilica onoriana (VII secolo), ossia l'attuale basilica sulla via Nomentana, con l'annesso monastero.

## Le catacombe
La storia del sito comincia con una necropoli romana del II secolo, con mausolei e colombari. Nel tempo vi avevano trovato posto anche morti cristiani, in un settore di tombe ipogee: per questo la martire Agnese venne sepolta in quel luogo, in prediolo suo, a quanto recita la tradizione, cioè in un terreno della sua famiglia.
La necropoli pagana, i cui terreni erano venuti in proprietà dell'imperatore, fu distrutta nel IV secolo per fare spazio alla basilica costantiniana. Le catacombe cristiane, invece, vennero preservate e anzi, divenuto il cristianesimo religione di Stato, divennero uno dei centri del culto dei martiri cristiani e delle relative reliquie.
La regione più antica delle catacombe cristiane (regio I, nella quale era collocata la tomba di Agnese) fu scavata nel III secolo sul fianco della collina dove ora discende la via di Sant'Agnese, e si mostra non particolarmente affollata.

Nel IV secolo, crescendo il numero dei cristiani ed il loro desiderio di essere sepolti ad martyres, cioè il più vicino possibile a tombe di martiri, le tombe si infittirono e le catacombe si estesero alle dimensioni oggi note (ancora ampliate da recenti indagini).

## La basilica costantiniana

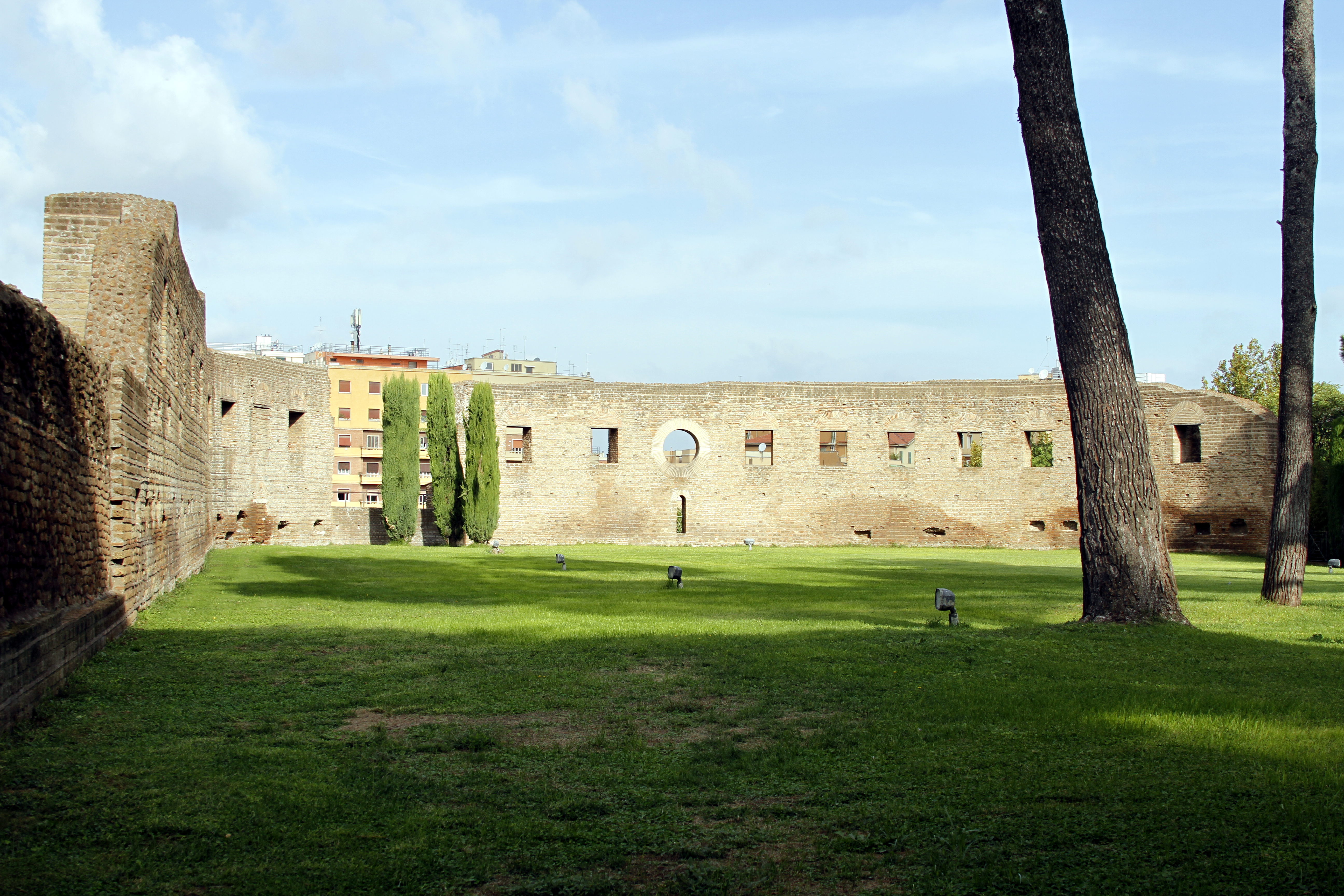
le mura della basilica costantiniana

Con San Giovanni in Laterano e Santa Croce in Gerusalemme, quella di santa Costanza è una delle tre basiliche costantiniane, cioè fatte costruire dalla famiglia imperiale in Roma. 
Non a caso, tali edifici furono eretti fuori le mura o sul loro limitare, e su terreni di proprietà della famiglia imperiale. Dopo l'editto di Milano del 313 la politica di cristianizzazione dell'impero procedette infatti non senza prudenza: non era interesse della casa imperiale andare a scontri frontali con l'aristocrazia romana, ancora in gran parte seguace delle divinità tradizionali anche se nel popolo il culto cristiano trovava diffusione crescente. La costruzione di edifici dedicati al culto a cui si era convertita la famiglia imperiale poteva collocarsi tranquillamente nel solco della tolleranza e del sincretismo religioso che avevano storicamente caratterizzato la società romana.
La basilica lateranense e quella Sessoriana avevano carattere esplicitamente cultuale, mentre quella di sant'Agnese, fatta edificare da Costantina (o Costanza), figlia dell'imperatore, aveva una destinazione cimiteriale. Cimitero per cristiani, costruito in luogo del precedente sepolcreto pagano presso la tomba della martire a cui pare che la principessa fosse devota, la grande aula di cui sopravvivono i resti, (meglio visibili e comprensibili da piazza Annibaliano che dal mausoleo) ebbe il nome di basilica piuttosto per indicare uno spazio destinato al pubblico che al culto, che all'epoca si svolgeva ancora soprattutto nelle domus ecclesiae.
Costruita a metà del IV secolo, secondo la testimonianza del Liber Pontificalis la basilica fu restaurata da papa Simmaco all'inizio del VI secolo (Hic absidam beatae Agnae quae in ruinam inminebat et omnem basilicam renouauit, cioè "[Simmaco] restaurò il sepolcro della beata Agnese che stava cadendo in rovina e tutta la basilica"), e probabilmente abbandonata già nel VII, quando papa Onorio I fece costruire la chiesa sul sepolcro di Agnese.

## Il mausoleo di Santa Costanza

santa Costanza

Il mausoleo fu fatto erigere dalla figlia dell'imperatore Costantino (che in realtà si chiamava Costantina; il nome Costanza e l'appellativo di santa provengono da confusioni successive) a metà del IV secolo. La santificazione del nome, come in altri casi di edifici di origine e concezione romana acquisiti dai cristiani nei primi secoli, ebbe come risultato la conservazione della struttura.
La costruzione era posta a fianco della basilica, con la cui navata sinistra era collegata, e l'opinione prevalente è che vi sia stata deposta anche Elena, l'altra figlia di Costantino.
Si caratterizza per la pianta circolare, che era frequentemente usata nei ninfei e in edifici termali, e che divenne caratteristica, nell'architettura paleocristiana ed oltre, dei battisteri. Il vano centrale, coperto da una cupola, è circondato da un ambulacro coperto da una volta a botte; un giro di colonne separa i due spazi, e 12 grandi finestre illuminano l'ambiente centrale.
A fronte della grande semplicità della struttura, la decorazione interna in mosaico era ricchissima, visibile e riprodotta fino al '500. Il mausoleo fu trasformato in chiesa, intitolata appunto a santa Costanza, nel 1254. Nel 1620 fu eliminato quanto restava dei mosaici della cupola, mentre si conservano quelli dell'ambulacro. Per le rappresentazioni di vendemmia e il sarcofago imperiale di porfido rosso che conteneva (ora ai Musei Vaticani), il mausoleo fu interpretato come "tempio di Bacco".

## La basilica di Sant'Agnese fuori le mura

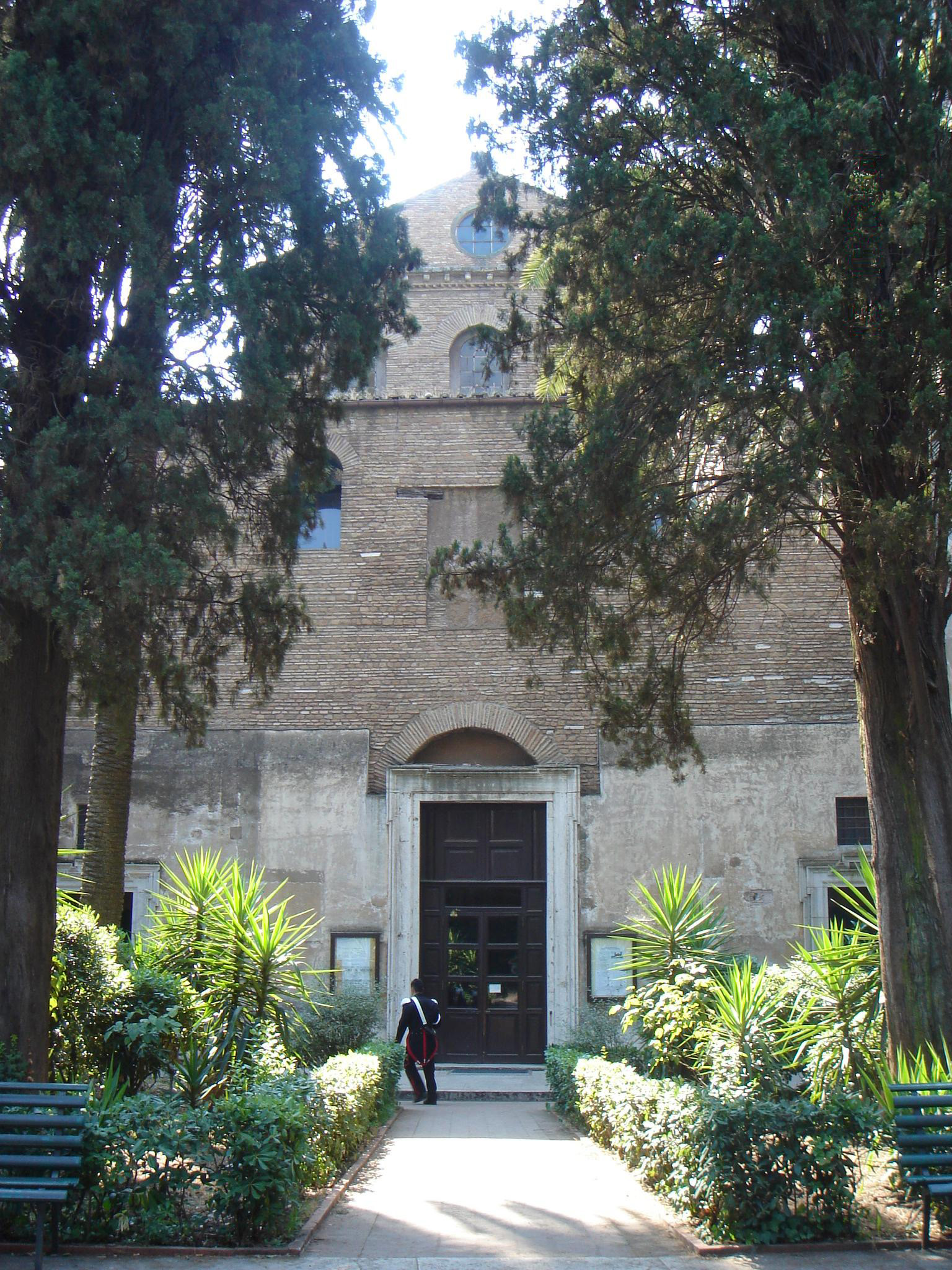
Ingresso inferiore alla basilica di sant'Agnese

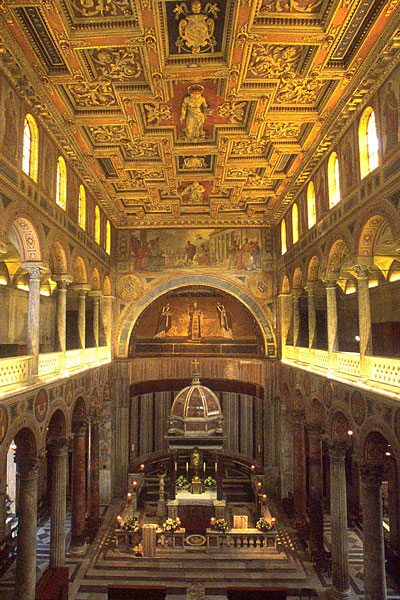
Vista d'insieme dell'interno della basilica onoriana

L'attuale basilica di Sant'Agnese fuori le mura fu fatta costruire da papa Onorio I nella prima metà del VII secolo al posto della ormai fatiscente basilica costantiniana (IV secolo). Mentre questa era costruita nei pressi della tomba della martire Agnese, venerata nelle sottostanti catacombe, papa Onorio edificò la nuova basilica direttamente sopra la tomba martiriale, ove in precedenza, fin dai tempi del grande imperatore, esisteva un sacello cosiddetto ad corpus (ossia edificato sopra la tomba della martire cristiana, ed in parte seminterrato). Papa Onorio realizzò una basilica semi-ipogea: l'accesso (oggi murato e visibile nella parte alta dell'attuale facciata) introduceva direttamente sul matroneo e da qui si scendeva in basilica, il cui pavimento era al livello della tomba della martire Agnese. Restauri eseguiti soprattutto nel XVII e XIX secolo, questi ultimi ad opera dell'Architetto Andrea [[Busiri Vici]] (1818-1911), hanno portato la basilica allo stato attuale.
Nel catino absidale vi è l'opera più preziosa e più antica dell'intera basilica: un mosaico raffigurante Sant'Agnese e i papi Simmaco ed Onorio risalente al 625-638, che presenta le tre figure isolate, altamente simboliche e immateriali, circondate da un abbagliante fondo oro, tipico esempio dell'influenza bizantina nell'ambiente romano dell'epoca.

## Collegamenti
È raggiungibile dalla stazione Sant'Agnese/Annibaliano.
- Linee ATAC 60 express, 90 express, 90 express deviata, 36